# 聖潘捷列伊蒙教堂 (雅典)

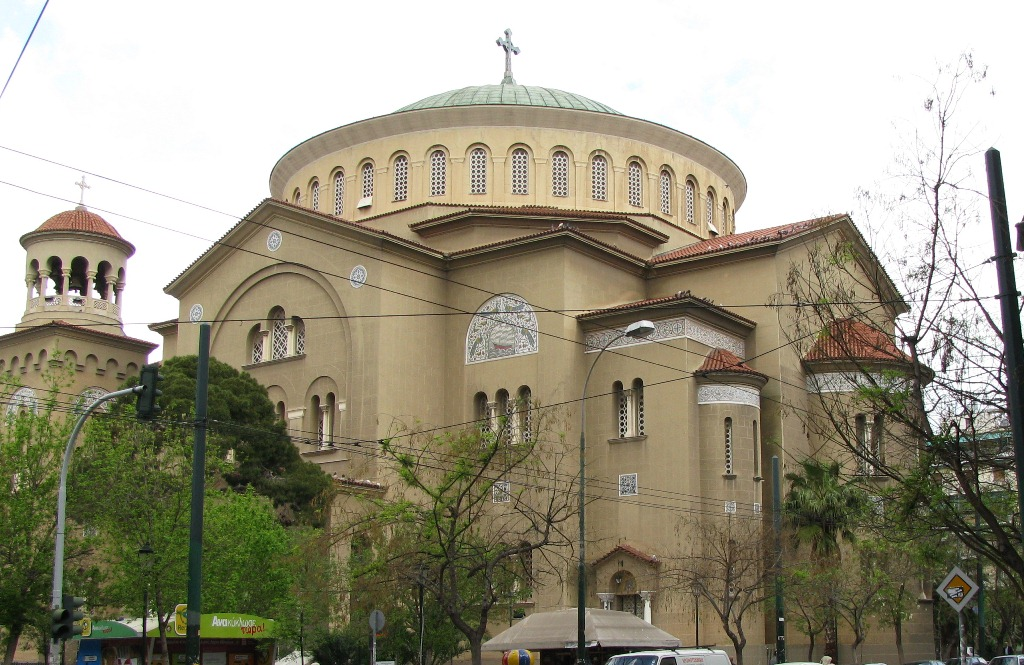
聖潘捷列伊蒙教堂

聖潘捷列伊蒙教堂（希臘語：Άγιος Παντελεήμων Αχαρνών）是一座位於希臘首都雅典市中心的希臘正教會教堂。教堂最高處高63米，寬48米，是希臘規模最大的教堂。教堂由喬治一世在1910年奠基，並奉獻於1930年。教堂內牆繪畫的作者是Giannis Karouzos。他耗時23年才完成這幅面積達6,000米的畫作。

## 外部連結
- Church of Saint Panteleimon Acharnon official website
- Church of Greece （页面存档备份，存于）

38°00′27″N 23°43′44″E / 38.0075°N 23.7289°E